# Петар Ердеди
Петар Ердеди (мађ. Péter II Erdődy,1504–1567) био је хрватски бан из властелинске породице мађарског порекла.

## Живот и рад
Бранећи своје поседе у Славонији, учествовао је од младости у борбама против Турака, нарочито после пада породичног града Мославине (1545). Четовао је у Босни 1546. Спустивши се шајкама низ Саву, изненада је упао лети 1552. са бандеријалним одредом у Стару Градишку и Велику Краљеву, разорио их и вратио се са великим пленом. Као крајишки капетан преузео је 1554-1556. одбрану Костајнице и Новиграда на Уни и четовао до Каменграда.

### Хрватски бан (1557-1567)
За време десетогодишњег бановања (1557-1567) сачувао је територију бановине, изузев унских градова. У марту 1562. извршио је с крајишницима десетодневни поход у турску Подравину. Најзначајнији успех постигао је 10. септембра 1565. код Обрешке, где је са банским трупама разбио надмоћније снаге босанског паше Мустафе Соколовића, због чега је добио титулу грофа. За време опсаде Сигета (1566) извршио је с крајишким трупама диверзиони упад у Поуње, код Новиграда разбио снаге пожешког санџакбега, а затим крстарио по Славонији.
Умро је на банској дужности, 26. априла 1567. у Јастребарском, где је и сахрањен.

## Породица
Његов син био је Тома Бакач Ердеди (1558-1624), хрватски бан 1584-1595. и 1608-1614.